# St. Sebastian (Furth)

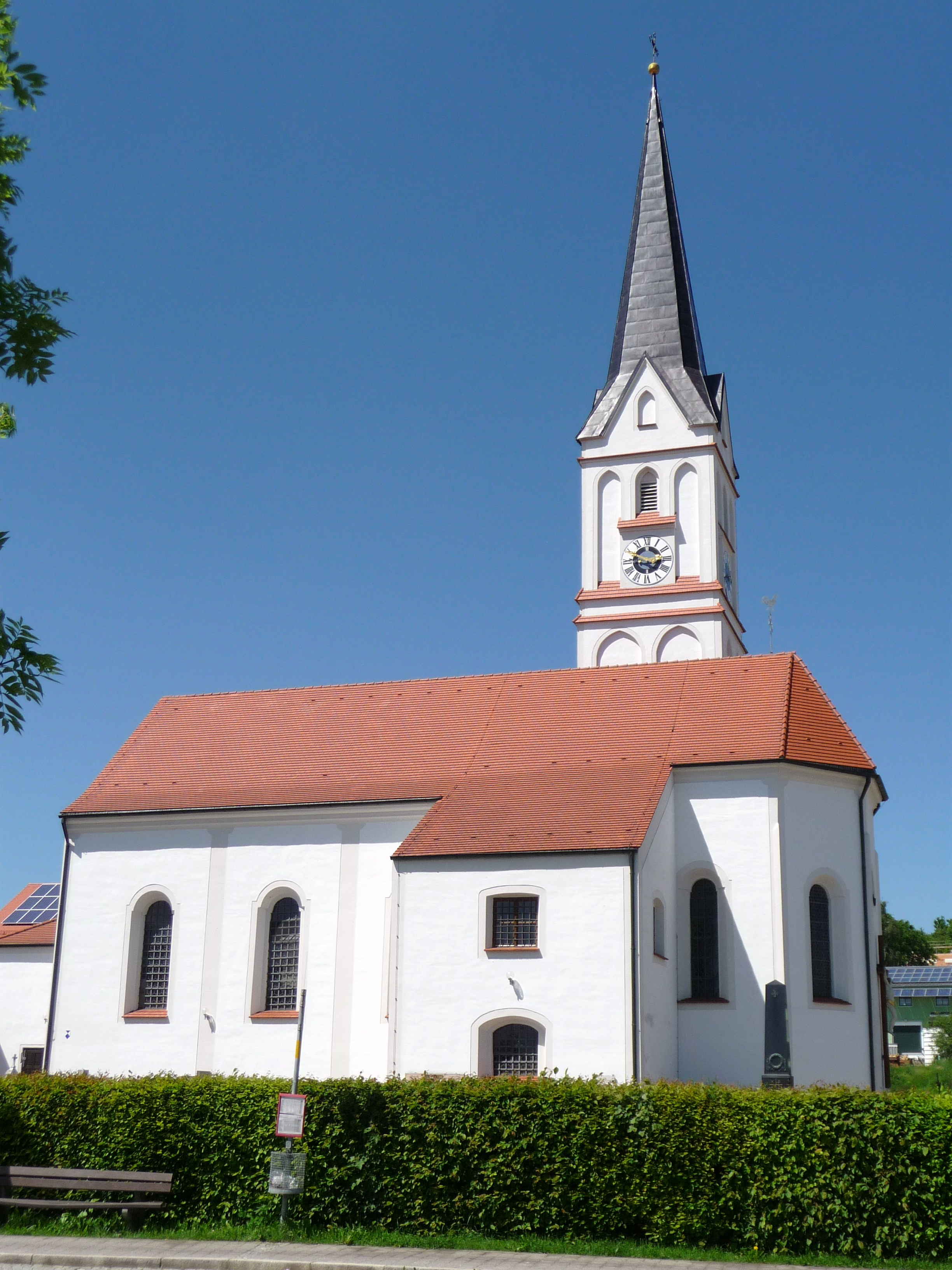
Außenansicht der Pfarrkirche St. Sebastian von Süden

Die römisch-katholische Pfarrkirche St. Sebastian in Furth bei Landshut ist eine spätgotische Saalkirche aus dem 15. Jahrhundert, die im 18. Jahrhundert barockisiert wurde. Die reiche Innenausstattung ist im Rokokostil gehalten. Das Gotteshaus ist ein Baudenkmal des Bayerischen Landesamtes für Denkmalpflege sowie ein nach der Haager Konvention geschütztes Kulturgut.

## Geschichte
Die Geschichte der Pfarrkirche ist eng mit der des benachbarten Schlosses Furth verwoben. Um 1480 wurde das Gotteshaus von den damaligen Inhabern der Hofmark, der Adelsfamilie Kärgl, errichtet. Der Baumeister ist wahrscheinlich der Landshuter Bauhütte zuzuordnen; es könnte sich um Peter Westermeier handeln, der auch die Filialkirche St. Ulrich in Gisseltshausen bei Rottenburg erbaute. Im Jahr 1741 wurde die Kirche durch die damaligen Hofmarksherren aus dem Adelsgeschlecht der Lodron barockisiert. Die Ausstattung im prunkvollen Rokokostil ist bis heute erhalten. Im Jahr 1965 wurde das Gotteshaus innen, 1978 außen renoviert. Die letzte Innen- und Außenrenovierung fand 2014 ihren Abschluss.
Im Jahr 1922 wurde Furth zur Pfarrei erhoben und somit von der Mutterpfarrei Altdorf abgespalten. Die ehemalige Schlosskirche St. Sebastian wurde zur Pfarrkirche erklärt. Heute bildet ist die Pfarrei Furth – gemeinsam mit St. Michael in Schatzhofen – die Pfarreiengemeinschaft Furth–Schatzhofen.

## Architektur

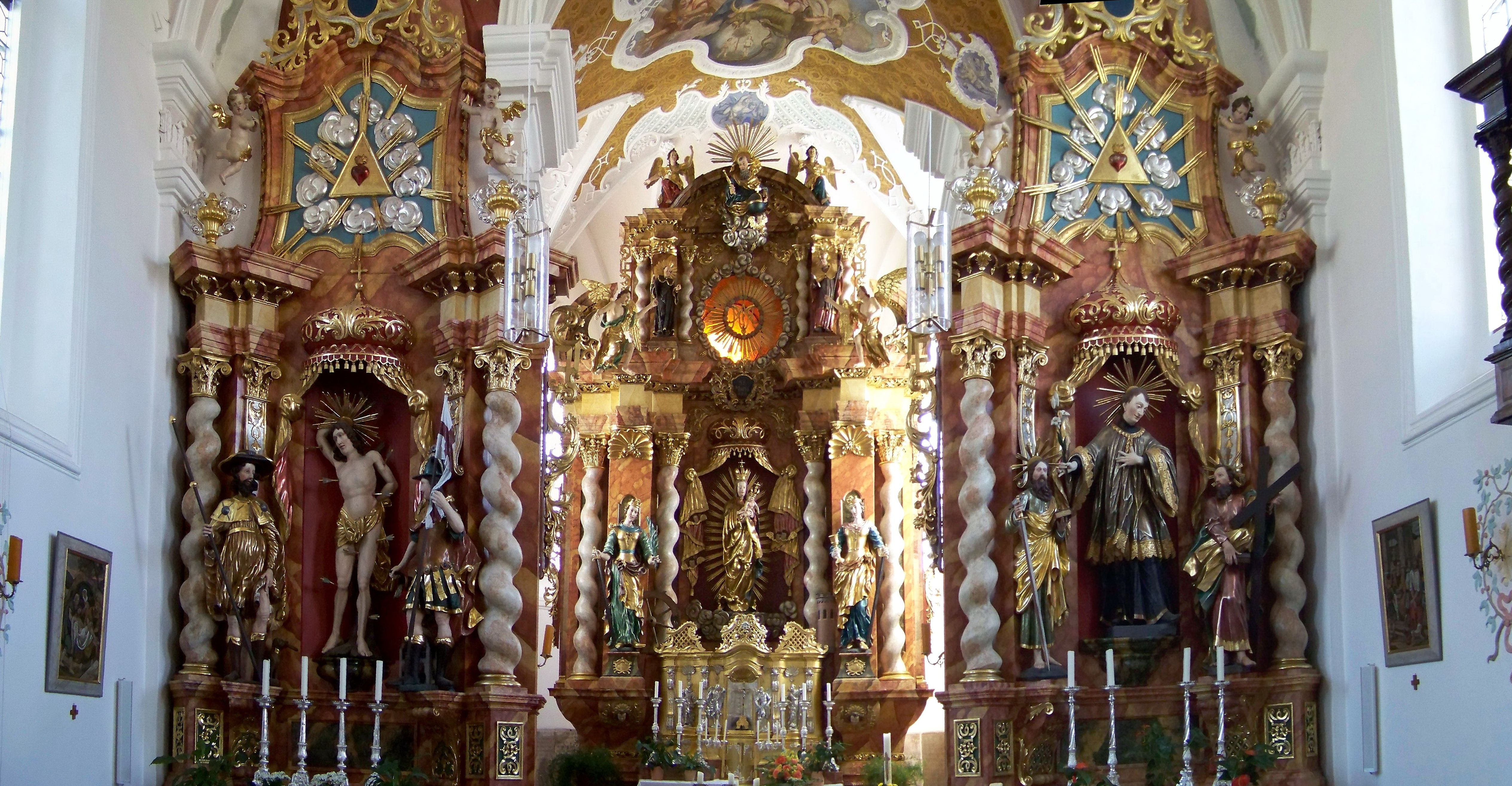
Innenraum

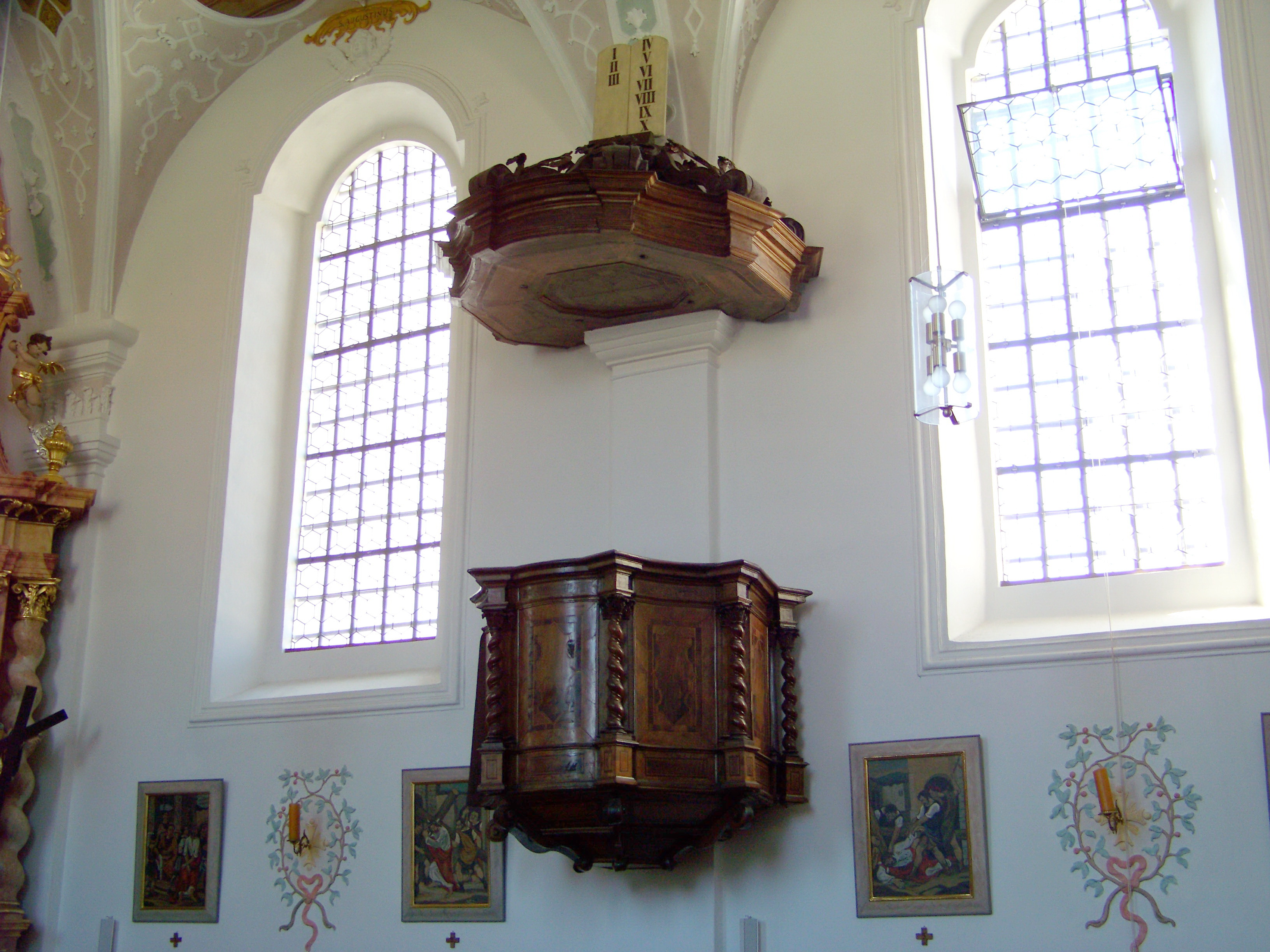
Rokoko-Kanzel

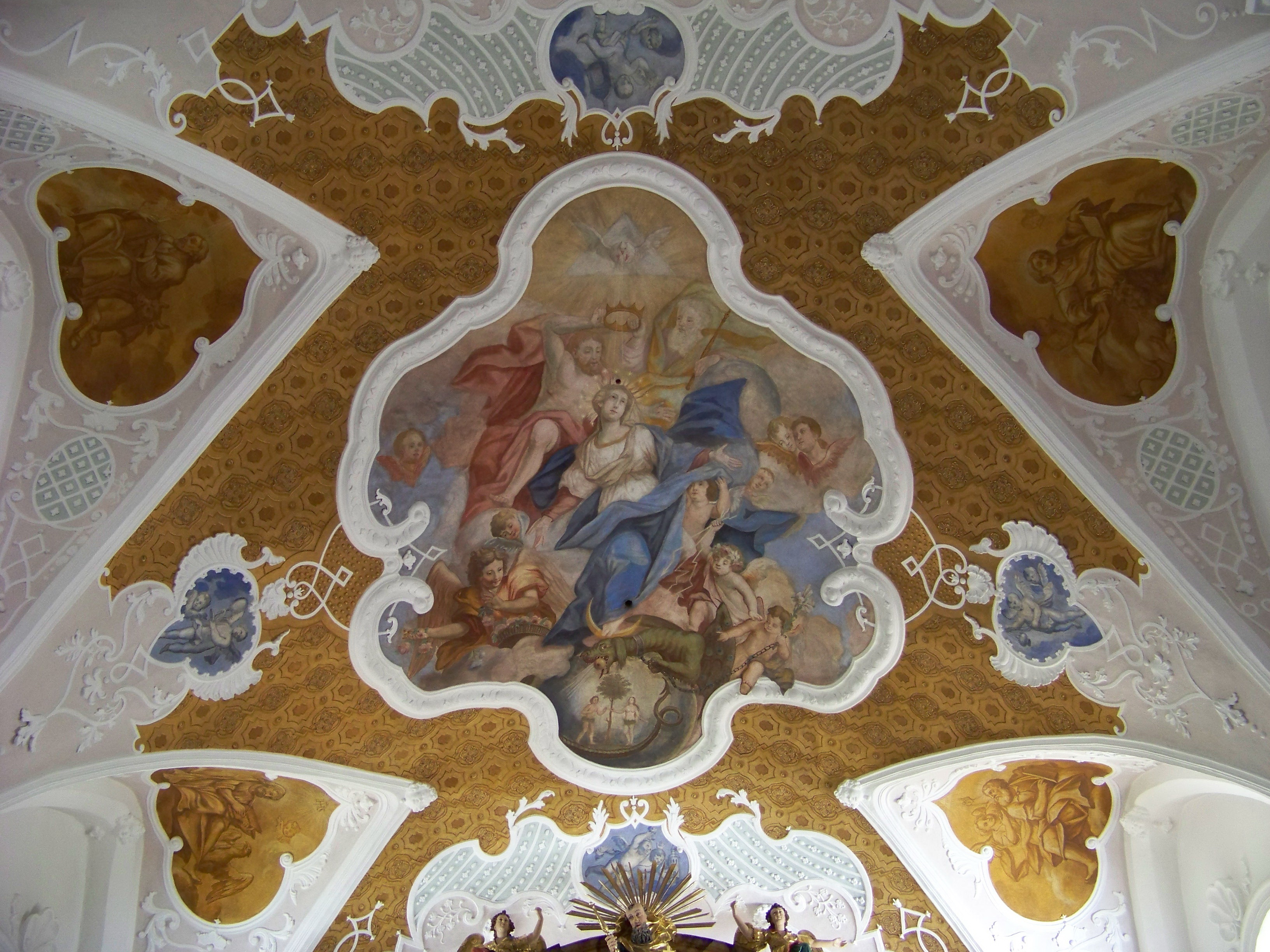
Deckenfresko im Chor

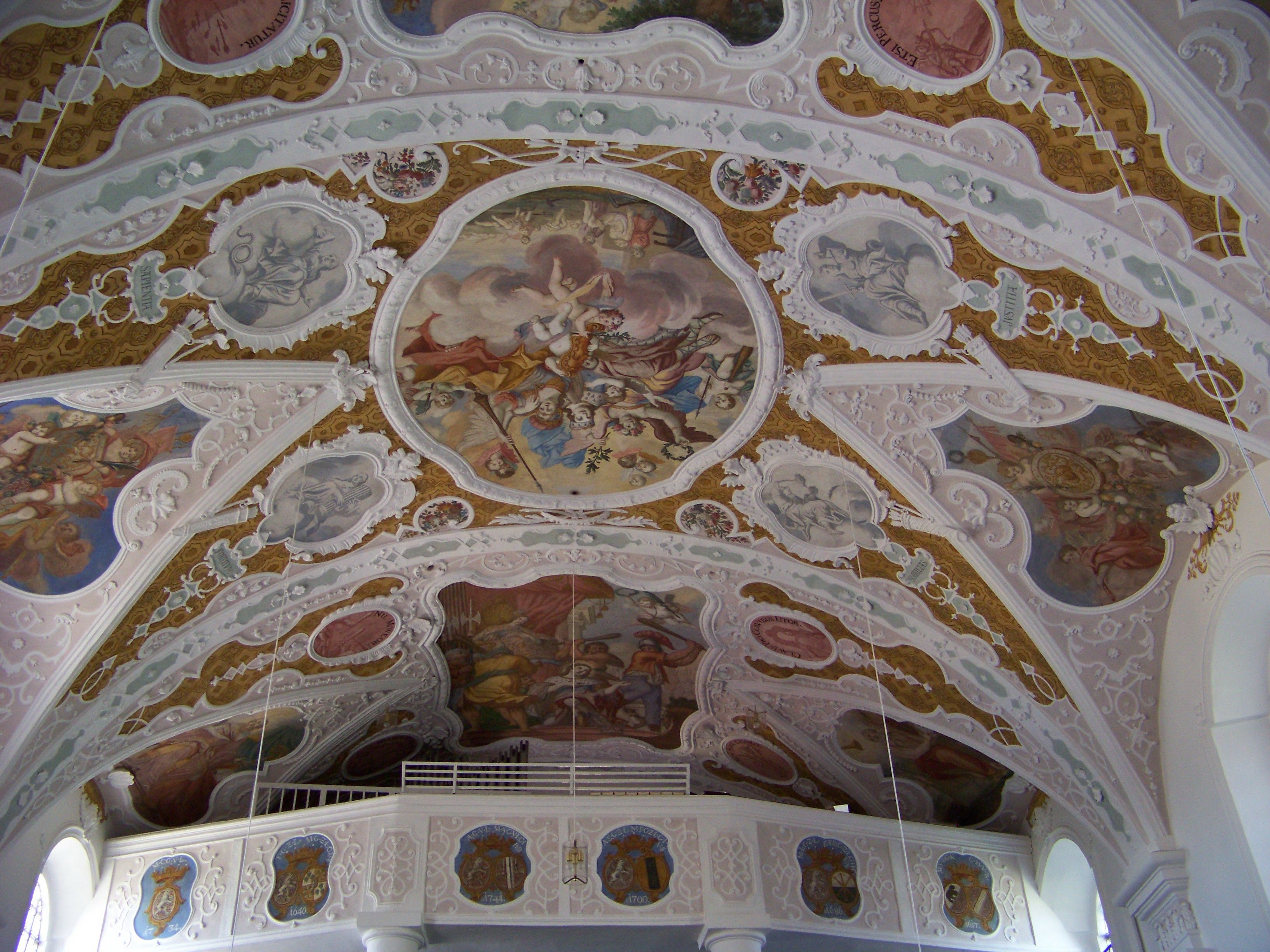
Stuck und Fresken an der Langhausdecke, Blick in Richtung Orgelempore

### Außenbau
Die Pfarrkirche ist von einem Friedhof umgeben. Am südlichen Friedhofseingang befindet sich ein Tor mit Nischen, in denen sich Figuren der Heiligen Franziskus, Sebastian und Johannes Nepomuk befinden. Die Saalkirche besitzt einen eingezogenen Chor mit zwei Jochen und Schluss in drei Achteckseiten. Wie der viergeschossige, nördlich angebaute Chorflankenturm mit Spitzhelm stammt er noch von dem ursprünglichen gotischen Bau. Die oberen drei Turmgeschosse werden durch Spitzbogenblenden gegliedert. Den oberen Abschluss bildet ein Spitzhelm über vier Dreiecksgiebeln. Das Langhaus umfasst drei Fensterachsen. Die Fensteröffnungen waren ursprünglich wohl spitzbogig, sind aber rundbogig verändert. Außerdem erfolgt eine Gliederung durch schwache Lisenen. Außen am Chor befinden sich schwache, spätgotische Dreieckstreben. Außen am Chorschluss ist ein großes Friedhofskreuz angebracht. Die Sakristei ist südlich an den Chor angebaut. Auf der Westseite befindet sich eine von Norden und Süden zugängliche Vorhalle, die das Portal und den Zugang zur westlichen Doppelempore enthält.

### Innenraum
Im Chor befinden sich spätgotische, gefaste Wandpfeiler und spitze Schildbögen, die spätgotische Gewölbe mit Stichkappen tragen. Die Rippen sind abgeschlagen, die Konsolen sind verändert. Zu beiden Seiten des Presbyteriums befinden sich Oratorien mit geschweifter Brüstung. Im Langhaus befindet sich ein Tonnengewölbe mit Stichkappen, das auf Pilastern ruht. Der Chorbogen ist rundbogig verändert und ruht ebenfalls auf Pilastern.

## Ausstattung
Der überwiegende Teil der Ausstattung stammt aus der Umbauzeit um 1741. Er ist im Rokokostil mit starken barocken Nachklängen gehalten.

### Deckengemälde und Stuckaturen
Der Innenraum ist überaus reich mit Deckengemälden und Stuckaturen im Rokokostil ausgestattet. Das Hauptgemälde im Chor ist von einem geschweiften Stuckrahmen umgeben und zeigt eine Darstellung der Maria Immaculata. Die kleineren Gemälde in den Stichkappen zeigen die vier Evangelisten. Die Deckengemälde im Langhaus zeigen Szenen aus dem Leben des Kirchenpatrons Sebastian. In den Gewölbezwickeln befinden sich allegorische Darstellungen von Justitia, Sapientia, Sobrietas und Fortitudo. In den Stichkappe sind Heilige und weitere Allegorien dargestellt. Die Deckengemälde sind in der Zeit um 1741 entstanden.
Die Deckenstuckaturen sind gleichermaßen beachtenswert für eine Landkirche. Das vorherrschende Motiv ist Bandelwerk mit Gittern in den Farben Weiß, Rosa, Blau, Grün und Gelb. Um den Chorbogen ist eine gefällige Stuckdraperie angeordnet. An der Brüstung der oberen Westempore befinden sich stuckierte Wappen mit Umschriften. Wie auch die Deckengemälde wurden die Stuckaturen um 1741 geschaffen. Die Stuckaturen an den Brüstungen der Oratorien dürften später entstanden sein; sie sind im Stile des späten Rokoko gehalten.

### Altäre
Der Hochaltar besitzt einen stattlichen Aufbau, der von vier gewundenen Säulen getragen wird. Anstelle eines Altarblatts befindet sich eine lebensgroße Lindenholzfigur Mutter Gottes mit Kind aus der Zeit um 1510/20, die mit beiden Händen eine Figur des Jesuskindes hält. Die Seitenfiguren der Heiligen Barbara (links) und Katharina (rechts) werden der Erbauungszeit des Altares um 1741 zugeordnet. Im Altarauszug mit vier gewundenen Säulchen befinden sich ein Marienmonogramm und eine Figur von Gott Vater auf einer Wolke mit Reichsapfel und Zepter, die von vier Engelsfiguren umgeben werden.
Die beiden Seitenaltäre besitzen jeweils einen Aufbau, der von zwei gewundenen Säulen getragen wird, und zwei Seitenfiguren. Am nördlichen Seitenaltar befindet sich anstelle eines Altarblatts eine Barockfigur des heiligen Sebastian, darunter eine hochreliefartige, gefasste Holzgruppe der Beweinung Christi. Letztere ist eine vortreffliche, spätgotische Arbeit und wird der Zeit um 1480 zugeordnet. Die Seitenfiguren stellen die Heiligen Jakobus (links) und Florian (rechts) dar. Am südlichen Seitenaltar befindet sich eine Holzfigur des heiligen Aloisius, darunter eine figurenreiche Holzgruppe der Heiligen Familie mit Johannes dem Täufer. Die Seitenfiguren stellen die Heiligen Paulus (links) und Andreas (rechts) dar.

### Übrige Ausstattung
Die Rokoko-Kanzel stammt ebenfalls aus der Umbauzeit der Kirche. Der polygonale Kanzelkorb enthält gewundene Säulchen und ist wie der Schalldeckel mit Intarsienarbeiten verziert. Die Beichtstühle weisen Muschelwerk im Stile des frühen Rokoko auf. Die Rokoko-Stuhlwangen sind mit Bandel- und Muschelwerk dekoriert. Außerdem sind mehrere Grabsteine, eine Holzfigur des gegeißelten Heilands und ein Kruzifix mit überlebensgroßem Korpus erwähnenswert.

### Orgel
Die Orgel der Pfarrkirche St. Sebastian, die auf dem oberen Geschoss der Doppelempore untergebracht ist, wurde 1920 von Albert Moser aus München erbaut. Im Jahr 1966 wurde sie von Michael Weise aus Plattling umgebaut und ist in dieser Disposition bis heute in Betrieb. Die Ansteuerung der Orgelpfeifen erfolgt über elektrische Taschenladen. Das Instrument umfasst heute zehn klingende Register auf zwei Manualen und Pedal. Die heutige Disposition lautet wie folgt:
| I Manual C–g3 |              |    |
| 1.            | Salicional 0 | 8′ |
| 2.            | Gedackt      | 8′ |
| 3.            | Principal    | 4′ |
| 4.            | Mixtur III   | 2′ |

| II Manual C–g3 |             |       |
| 5.             | Rohrflöte   | 8′    |
| 6.             | Pommer      | 4′    |
| 7.             | Nachthorn 0 | 2′    |
| 8.             | Nasard      | 1 ⁄3′ |
| 9.             | Cimbel III  | 2⁄3′  |

| Pedal C–d1 |             |     |            |
| 10.        | Subbaß      | 16′ |            |
|            | Gedacktbaß0 | 08′ | [ Anm. 1 ] |

- Koppeln: II/I, I/P, II/P

Anmerkungen:
1. ↑  Transmission aus Rohrflöte 8′

### Glocken
Das Geläut der Pfarrkirche besteht aus folgenden drei Glocken:
1. Marienglocke
Bildnis der Mutter Gottes mit der Umschrift: „Heilige Maria, Mutter Gottes, beschütze uns!“
14 Zentner, Glockengießerei Johann Hahn, Landshut 1950
2. Sebastiansglocke
Inschrift: „Im Kriege geopfert, der Heimat zur Wehr, erkling ich auf’s neue, dem Höchsten zur Ehr.“
7 Zentner, Glockengießerei Johann Hahn, Landshut 1922
3. Armeseelenglocke
Inschrift: „Ich beklage die Toten.“
6 Zentner, Glockengießerei Johann Hahn, Landshut 1950